# Richtlinien für die Anlage von Straßen – Knotenpunkte
Die Richtlinien für die Anlage von Straßen – Teil: Knotenpunkte (kurz RAS-K) sind ein ehemals in Deutschland gültiges technisches Regelwerk für den Entwurf und Bau von plangleichen und planfreien Knotenpunkten. Sie wurden von der Forschungsgesellschaft für Straßen- und Verkehrswesen (FGSV) herausgegeben und behandeln die Bemessung und Gestaltung von Knotenpunkten. Heute sind die entsprechenden Straßenbauvorschriften in den „Richtlinien für die Anlage von Landstraßen“ (RAL) und den Richtlinien für die Anlage von Autobahnen (RAA) enthalten.

## Inhalt
Sie teilt sich auf in die beiden Abschnitte plangleiche  und planfreie Knotenpunkte. Plangleiche Knotenpunkte sind Knotenpunkte, die den Verkehr auf einer Ebene abwickeln, planfreie Knotenpunkte dagegen sind zum Beispiel Autobahnkreuze oder -dreiecke, in denen der Verkehr auf mehrere Ebenen verteilt wird.

### RAS-K-1
Die RAS-K-1 („Richtlinien für die Anlage von Straßen – Teil: Knotenpunkte, Abschnitt 1: Plangleiche Knotenpunkte“) galt für Straßen der Kategorie A–C. Für Straßen der Kategoriengruppen D und E und der Kategorie A V bzw. für land- und forstwirtschaftliche Wirtschaftswege galten die technischen Regelwerke für Erschließungsstraßen (EAE) bzw. andere technische Regelwerke. Die RAS-K-1 ersetzte 1986 die RAL-K-1 („Richtlinien für die Anlage von Landstraßen – Teil: Knotenpunkte, Abschnitt 1: Plangleiche Knotenpunkte“). Mit der Ausgabe 2001 wurde ein „berichtigter Nachdruck“ herausgegeben.

### RAL-K-2
Eine RAS-K-2 wurde nicht eingeführt. Stattdessen galt die alte Richtlinie RAL-K-2 („Richtlinien für die Anlage von Landstraßen – Teil: Knotenpunkte, Abschnitt 2: Planfreie Knotenpunkte“) von 1976 (berichtigter Nachdruck von 1991) weiter, in Verbindung mit den Ergänzungen AH-RAL-K-2 („Aktuelle Hinweise zur Gestaltung planfreier Knotenpunkte außerhalb bebauter Gebiete“) von 1993 und RAS-K-2-B („Entwurfshinweise für planfreie Knotenpunkte an Straßen der Kategoriengruppe B“) von 1995. Die RAL-K-2 mit den Ergänzungen galt für den Neu-, Aus- und Umbau von Knotenpunkten auf Autobahnen oder anderen anbaufreien Richtungsfahrbahnen.

## Ersatz
Die RAS-K-1 und die RAL-K-2 wurden durch die „Richtlinien für die Anlage von Autobahnen (2008)“ und die „Richtlinien für die Anlage von Landstraßen (2012)“ ersetzt.